# Біль та Г'юкі
Біль та Г'юкі — боги скандинавського епосу, втілення часу. Зазвичай зображаються у вигляді різних фаз Місяця.

## Згадки
У «Видінні Гюльві» (глава 11) наводиться легенда про двох дітей — Біль та її брата Г'юкі, яких було викрадено Мані — богом Місяця. Відіслані батьком — Відфінном — до джерела Бюргір, діти поверталися додому з повним відром води; але вони так й не дістались додому — Мані забрав їх на небо й відтоді вони скрізь супроводжують його. За деякими припущеннями, ця оповідь була основою для англійського дитячого віршика «Джек та Джилл». Г'юкі більше ніде не згадується, в той час як ім'я Біль з'являється у 35 главі «Видіння Гюльві», й у «Мові поезії».
Легенду про Г'юкі та Біль неодноразово порівнювали з казками про «людину на Місяці», поширеними в багатьох європейських народів; в деяких з них з'являються «чоловік з жердиною» та «жінка з відром». Припускають, що початково ці персонажі були персоніфікацією місячних кратерів.